# Nescafé
Нес кафа или Нескафа (Nescafé) је бренд инстант кафе швајцарског произвођача Нестле. Име производа настало је спајањем назива компаније Нестле (Nestlé) и речи кафа (café). Нескафа се први пут појавила 1. априла 1938, након што је седам година развијана од стране Max Morgenthaler и Vernon Chapma.